# Conjunto monumental de Quejana
El conjunto monumental de Quejana es un complejo palaciego-conventual ubicado en la localidad de Quejana/Kexaa, en el centro del Valle de Ayala, en el municipio del mismo nombre, al noroeste de la provincia de Álava. Durante siglos fue un estratégico cruce de caminos en las rutas comerciales entre el interior peninsular y las costas del Cantábrico. El solar de Quejana estuvo vinculado desde sus orígenes a la familia de los Ayala.  

## Historia
Quejana fue durante siglos un estratégico cruce de caminos en las rutas comerciales entre el interior peninsular y las costas del Cantábrico. Sobre la base de la iglesia de San Juan Bautista que dataría del siglo XI, el 2 de diciembre de 1378 Fernán Pérez de Ayala realiza la fundación del convento de San Juan de Quejana, de la orden de las Dominicas. El conjunto está integrado también por la Torre-Capilla de la Virgen del Cabello, donde se ubica el panteón familiar de los Ayala, y por el palacio-fortificado. Fue residencia de Pedro López de Ayala, señor de Ayala y canciller mayor de Castilla.

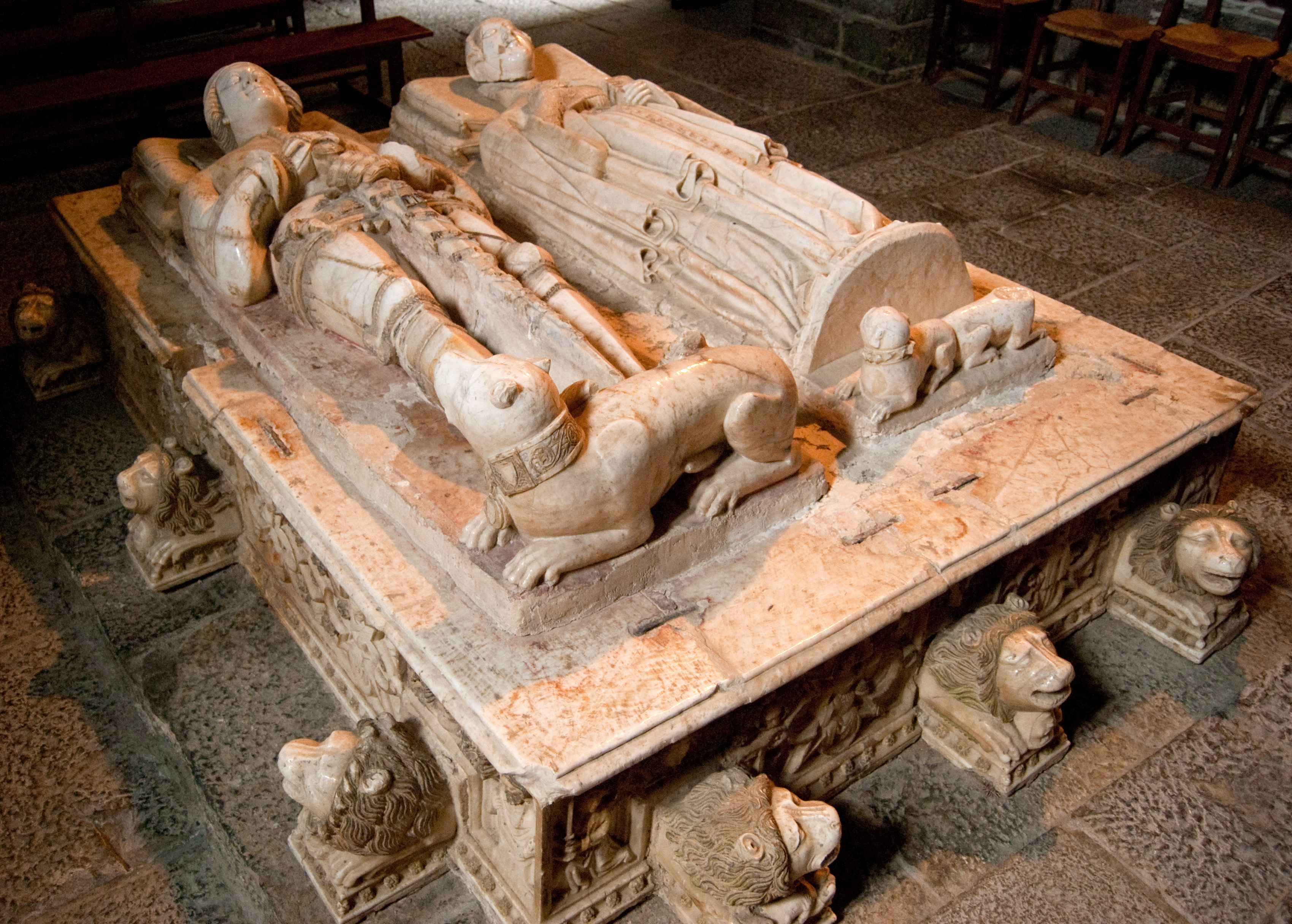
Sepulcro de alabastro de los Señores de Ayala en el interior del Torreón-capilla

Durante el siglo XIV se produjo en la actual provincia de Álava un periodo de señorialización que hizo que las familias nobles se enriqueciesen. Además, la incorporación de las tres provincias vascas al reino de Castilla en el año 1200 ayudó a la delimitación territorial definitiva de cada territorio. Álava quedó relegada a un conjunto de tierras en donde algunos valles siguieron manteniendo su autonomía, como es el caso del de Ayala entre otros. En cuanto a la adquisición del territorio adquirido por los Ayala, se debe a un conflicto entre Sancho García de Murga, sobrino de Juan Sánchez de Salcedo, titular de la tierra, que falleció sin descendencia legitima en 1328, y Sancho Pérez de Ayala, hermano mayor de Fernán Pérez. El conflicto desembocó en una lucha armada cuya consecuencia fue la muerte de los Murga y de Sancho Pérez de Ayala.
Fernán Pérez de Ayala, ante la falta de descendencia de su hermano mayor, adquirió el título de Señor de Ayala. Estos sucesos provocaron un recelo ante el ascenso de la casa Ayala al territorio; así Fernán Pérez, comenzó un proceso de legitimación de sus derechos dinásticos sobre el patrimonio familiar. El proceso hereditario se instituyó a partir de un mayorazgo. Además, dejó su patrimonio por escrito en un testamento. A la muerte del fundador fueron sus sucesores los que tomaron la iniciativa en la protección  y promoción del conjunto, ya añadido a sus bienes. Principalmente, Pedro López de Ayala, Canciller mayor de Castilla y Fernán Pérez de Ayala, las dos generaciones siguientes.  Pedro López de Ayala, poeta e historiador, fue nombrado Canciller Mayor de Castillas en 1398 tras su labor durante la guerra entre Castilla y Portugal. Anteriormente hizo una labor a favor del cenobio, hizo las veces de favor a la corona, dándole posteriormente las concesiones de diferentes monasterios como el de Arrigorriaga y Albizulezaga en 1396. Tras la muerte de Pedro, Fernán López de Ayala, nieto de su homónimo continuó con su labor.

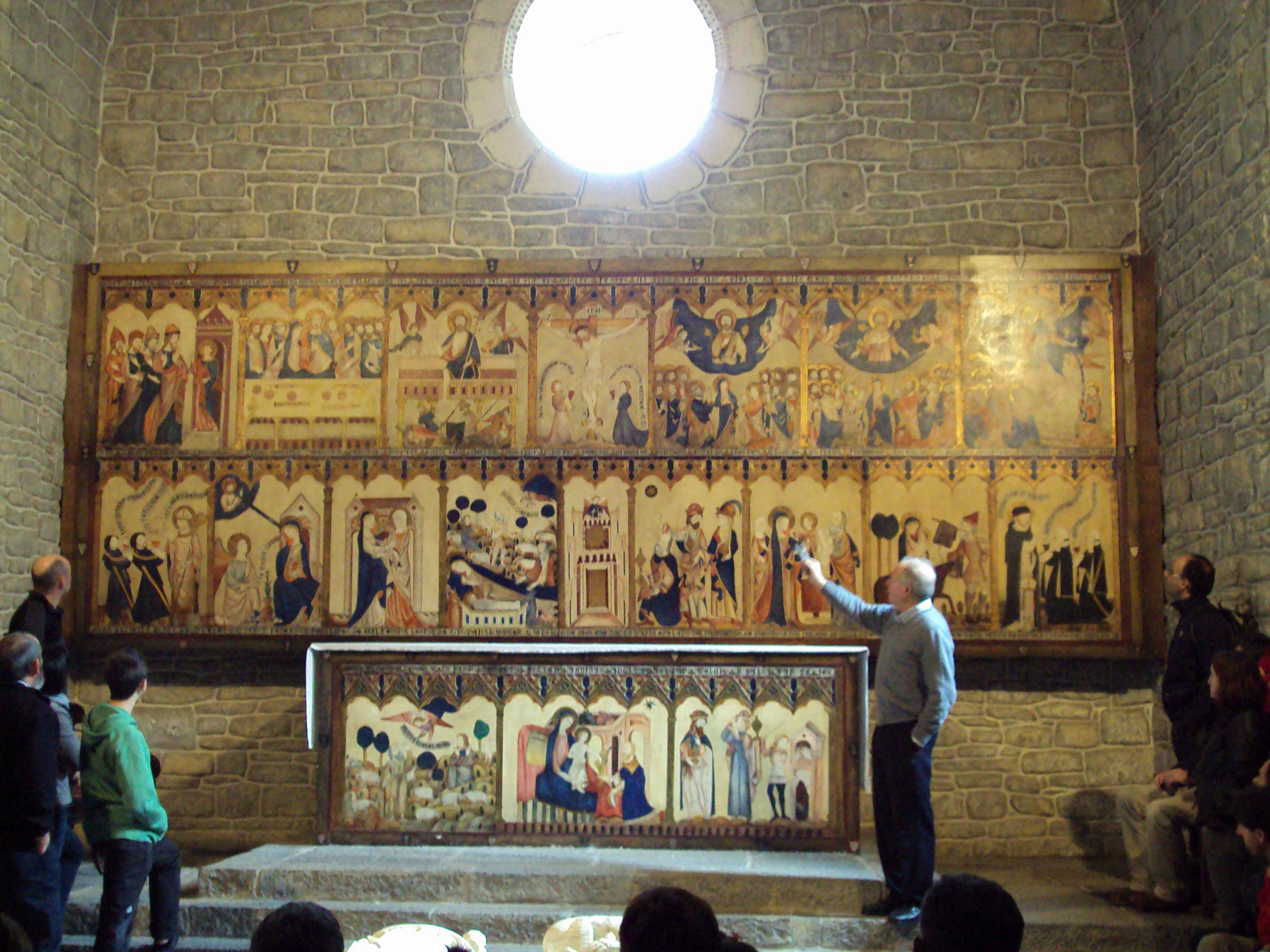
Réplica del Retablo de la Virgen del Cabello

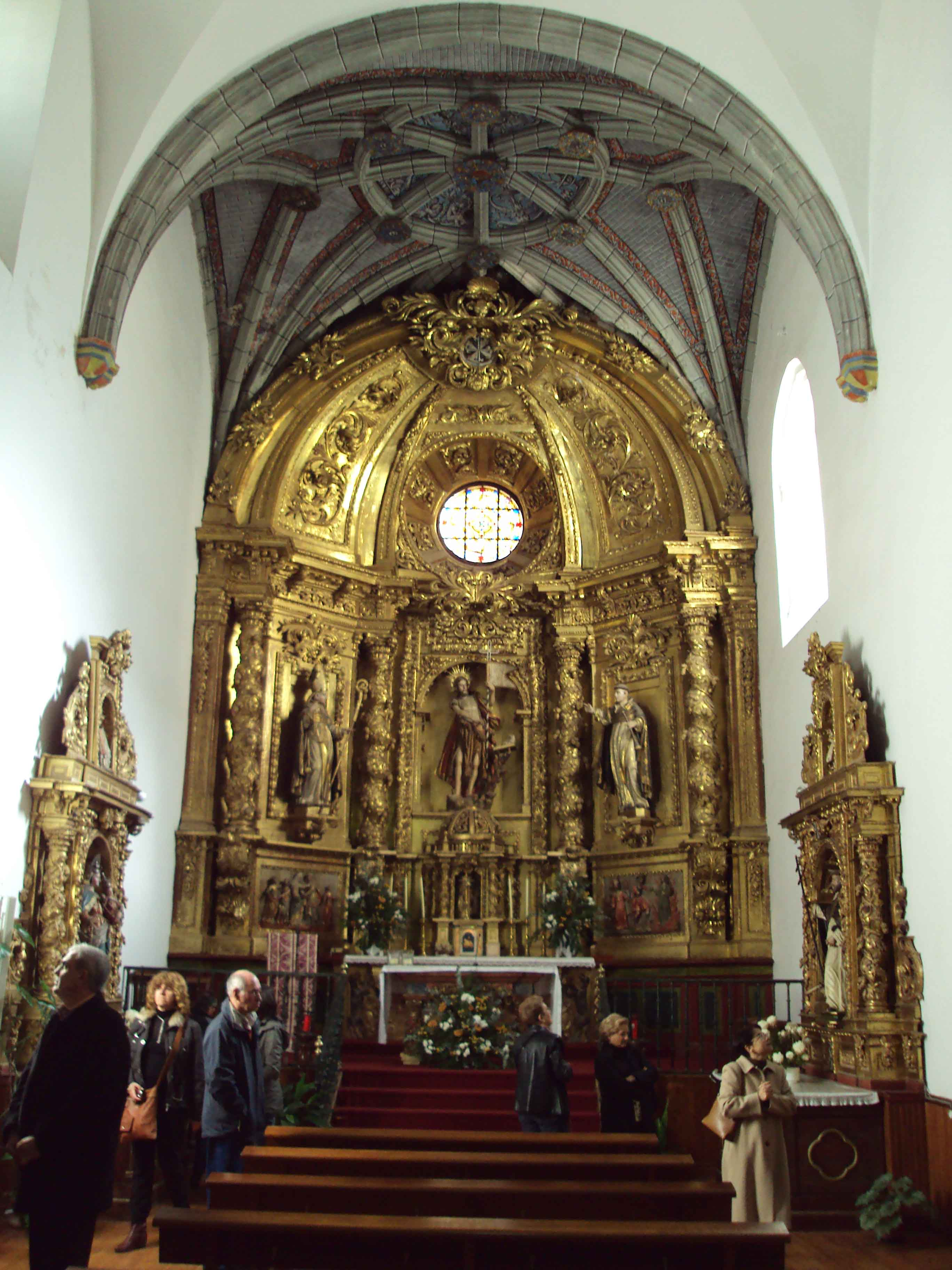
Iglesia conventual de San Juan Bautista

## Descripción
El conjunto monumental está integrado por:
- El Palacio fortificado fue residencia de los Ayala y más en particular de Fernán Pérez de Ayala y Elvira Álvarez de Ceballos. Se trata de una edificación de planta cuadrada en torno a un patio central. Las dos torres de los ángulos refuerzan el aspecto fortificado del edificio. El palacio tiene acceso directo a la iglesia, para facilitar el paso a los Ayala.[4]
- Convento de las Madres Dominicas. Las monjas dominicas residieron en este convento desde1378, siempre recibiendo la atención de Fernán Pérez de Ayala que dotó a la orden de gran cantidad de bienes y heredades. Un incendio que se produjo en el siglo XVI ocasionó graves daños y provocó una serie de reformas en el convento, siendo la más importante la que tuvo lugar durante el siglo XVIII. En 2008 las últimas monjas de Quejana se trasladaron al convento de dominicas de San Sebastián.[5]
- Iglesia de San Juan Bautista. Hay referencias de que la iglesia primitiva dataría del siglo XI, pero no se aprecian restos visibles de la misma. La iglesia del convento es a la vez parroquia de Quejana. El templo fue muy reformado al construirse su cabecera a comienzos del siglo XVI y sobre todo, al reedificar su nave en el XVIII. Es  de planta rectangular, nave única de cinco tramos y cabecera ochavada, reforzada exteriormente por gruesos contrafuertes. Se accede al templo por un patio porticado que presenta cinco arcos de medio punto apoyados en pilastras y que sirve de paso a la clausura del convento y a la capilla de la Virgen del Cabello. La sacristía ocupa parte de una de las dos torres que flanqueaban la fachada del palacio erigido por Don Fernando Pérez de Ayala. El retablo mayor, barroco, fue erigido en la última década del XVII. Además conserva otros cuatro retablos barrocos y, a los pies del templo, las esculturas funerarias de Fernán Pérez de Ayala y Doña María Sarmiento. Destaca el púlpito, buen ejemplar barroco de hierro forjado en antepecho y rosetón pintado en su remate bajo.[6][7]

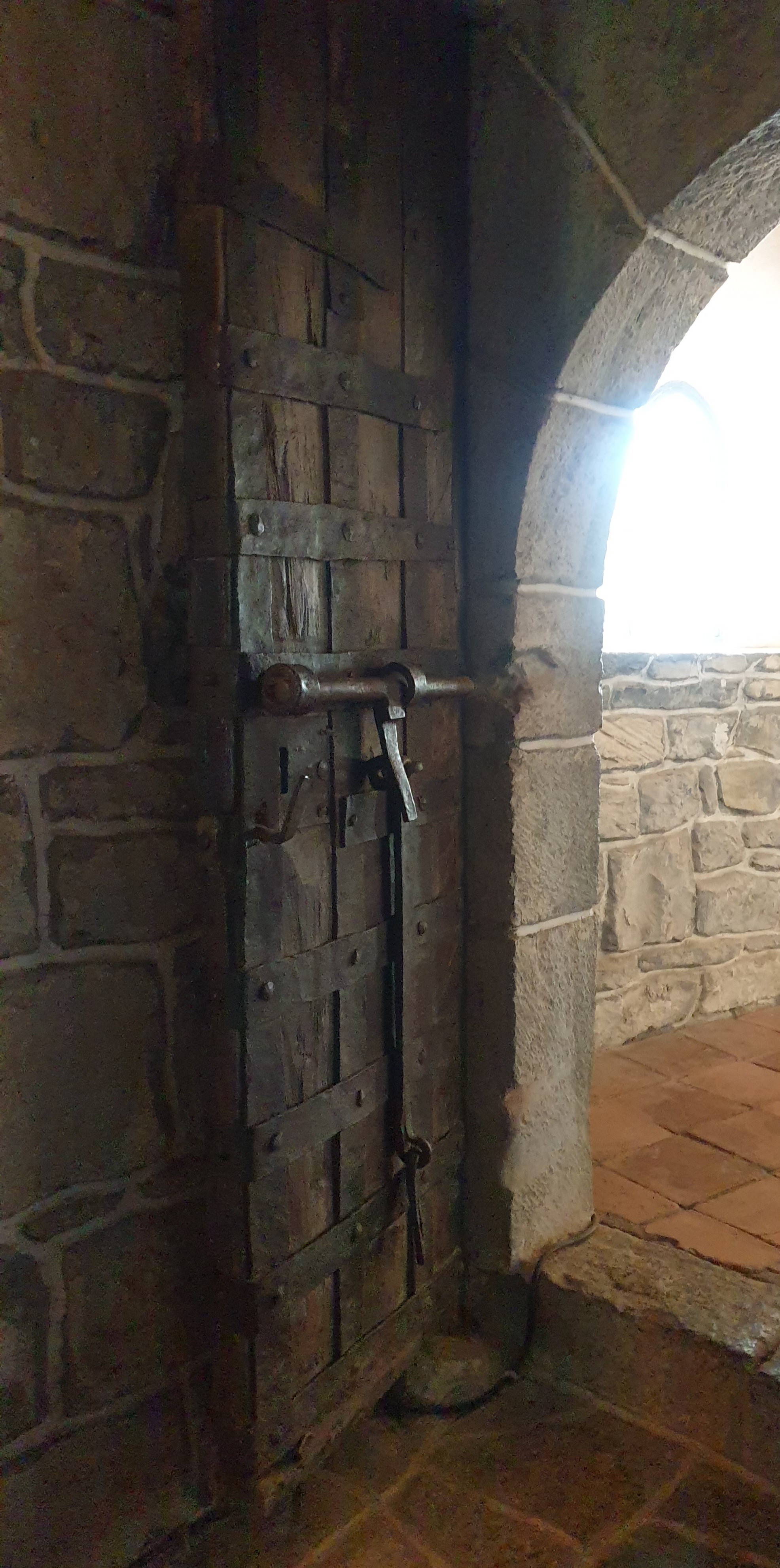
Torre de Quejana

- Torreón-capilla de la Virgen del Cabello.[8] La capilla funeraria del Canciller fue construida en una robusta torre de planta cuadrada en la que destaca su remate almenado. Se levantó exnovo sobre una antigua construcción en 1399. En su interior, concebida como una obra de arte total (arquitectura, escultura, pintura y orfebrería) descansa parte del linaje de los Ayala como símbolo de la importancia de la familia. Tres generaciones de los Ayala aparecen representados como donantes en la fotografía del retablo que preside la capilla, junto con  la narración de escenas de la vida de Cristo. El retablo original se expone en el Instituto de Arte de Chicago. A modo de marco, los escudos e inscripciones cierran la obra.

La capilla alberga las esculturas funerarias del Canciller Pedro López de Ayala y su esposa Leonor de Guzmán. En los laterales, también se conservan las estatuas yacentes de los padres del canciller: Fernán Pérez de Ayala, constructor del conjunto, y Elvira Álvarez de Ceballos. Los sepulcros del Canciller y Leonor de Guzmán están realizados en alabastro por el taller toledano de Ferrand González.  Las figuras del matrimonio están idealizadas, con rasgos esquematizados; él viste como militar y ella con buen piquete (vestido y joyas) y están acompañados por perros (fidelidad). El basamento tiene medallones con santos y profetas.
- Espadaña. Completamente exenta, se ubica fuera del conjunto edificado, concretamente, a la izquierda del puente de acceso y pertenecería a la antigua iglesia. Es una sólida construcción de mampostería reforzada con sillería en sus esquinas. En su cara norte, llama la atención la decoración a base de azulejos de tradición mudéjar.[10]

El conjunto monumental de Quejana fue declarado Monumento Nacional en 1984 y Bien cultural calificado en 2002. Desde su adquisición en 2023, el Conjunto Monumental de Kexaa-Quejana pertenece a la Diputación Foral de Álava.